# Río Mao (afluente del Sil)
El río Mao es un curso de agua del noroeste de la península ibérica, afluente del Sil. Discurre por la provincia española de Orense.

## Curso
El río, que discurre por la provincia de Orense, tiene su origen la vertiente norte de la sierra de San Mamede, en el municipio de Montederramo. Fluye en dirección norte, pasando cerca de lugares como Sabín, Veredo, Montederramo, Nogueira, Villarino Frío, Pedrafita, Forcas y Montoedo, hasta que termina por desembocar en el Sil en las proximidades de Cristosende. Aparece descrito en el undécimo volumen del Diccionario geográfico-estadístico-histórico de España y sus posesiones de Ultramar de Pascual Madoz con las siguientes palabras:

MAO ó MISARELAS: r. de la prov. de Orense; el cual tiene origen en las vertientes septentrionales de la sierra de San Mamed, ayunt. de Montederamo: corre de S. á N. por entre las felig. de Gabin y Meredo, deja á la der. á Montederamo donde hay una barca y un puente de piedra , sigue por Nogueira y Villarino Frio donde existe otro puente de madera: continúa a Forcas que queda á la izq. y Piedrafita á la der., habiendo entre ambas otro puente de madera, prosigue hacia Montoedo que deja á la der., á Vil á la izq. y despues de cruzar el puente denominado Misarelas, confluye en el r. Sil mas allá de Cristosende que se halla á su der. Recibe distintos arroyos durante su curso, y sus aguas dan impulso á varios molinos, riego á diferentes heredades, y crian truchas, anguilas y otros peces menudos.
(Madoz, 1848, p. 206)

Las aguas del río, perteneciente a la cuenca hidrográfica del Miño, acaban vertidas en el océano Atlántico.